# .30 카빈

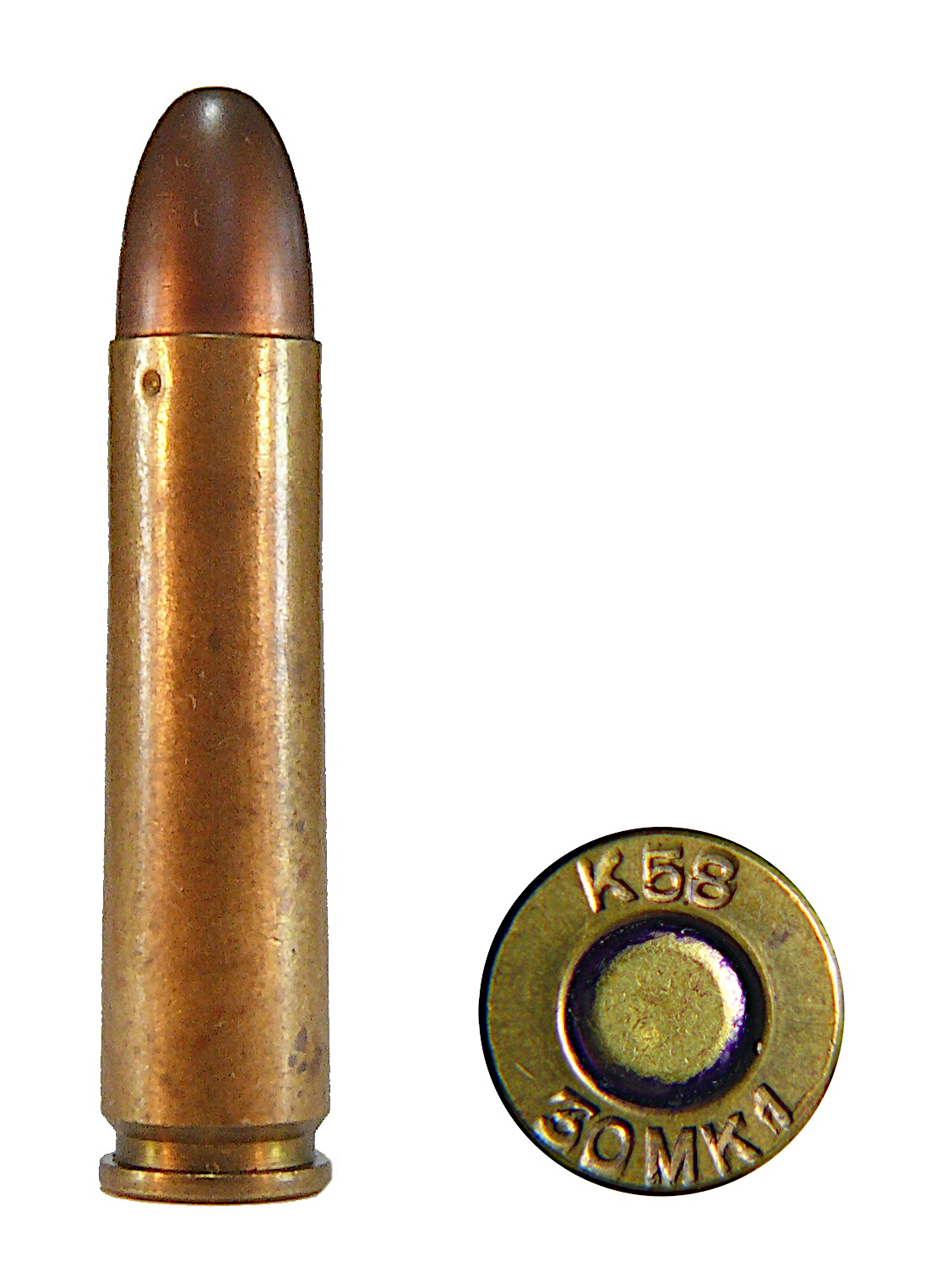

.30 카빈(.30 carbine, 7.62×33mm)은 1940년대에 도입된 M1 카빈에 사용된 림리스 기총/소총 탄약통이다. 이것은 M1 카빈의 18인치(458mm) 총열에서 발사되도록 설계된 경량 소총탄이다.

## 역사
제2차 세계 대전 직전, 미 육군은 지원 인력과 후방 부대에 표준 지급 .45 ACP 콜트 M1911 권총보다 더 강력한 화력과 정확성을 가지며, 표준 지급 M1 개런드 .30-06 소총이나 .45 ACP 톰슨 기관단총보다 절반 무게인 무기를 제공하기 위한 "경량 소총" 프로젝트를 시작했다.
.30 카빈 탄약통은 윈체스터에서 개발되었으며, 기본적으로 1906년 윈체스터 모델 1905 소총에 도입된 훨씬 오래된 .32 윈체스터 셀프 로딩 탄약통의 림리스 .30 구경(7.62mm) 버전이다. (.30 카빈의 비교적 직선적인 탄피와 둥근 노즈 탄환 때문에 일부는 권총용으로 설계되었다고 오해하기도 한다.) .30 카빈은 더 가벼운 탄환(110 그레인 대 165 그레인)과 개선된 화약을 사용한다. 그 결과, 모체인 .32 WSL 탄약통보다 약 41% 높은 총구 속도와 27% 더 많은 충격 에너지를 가지고 있다.

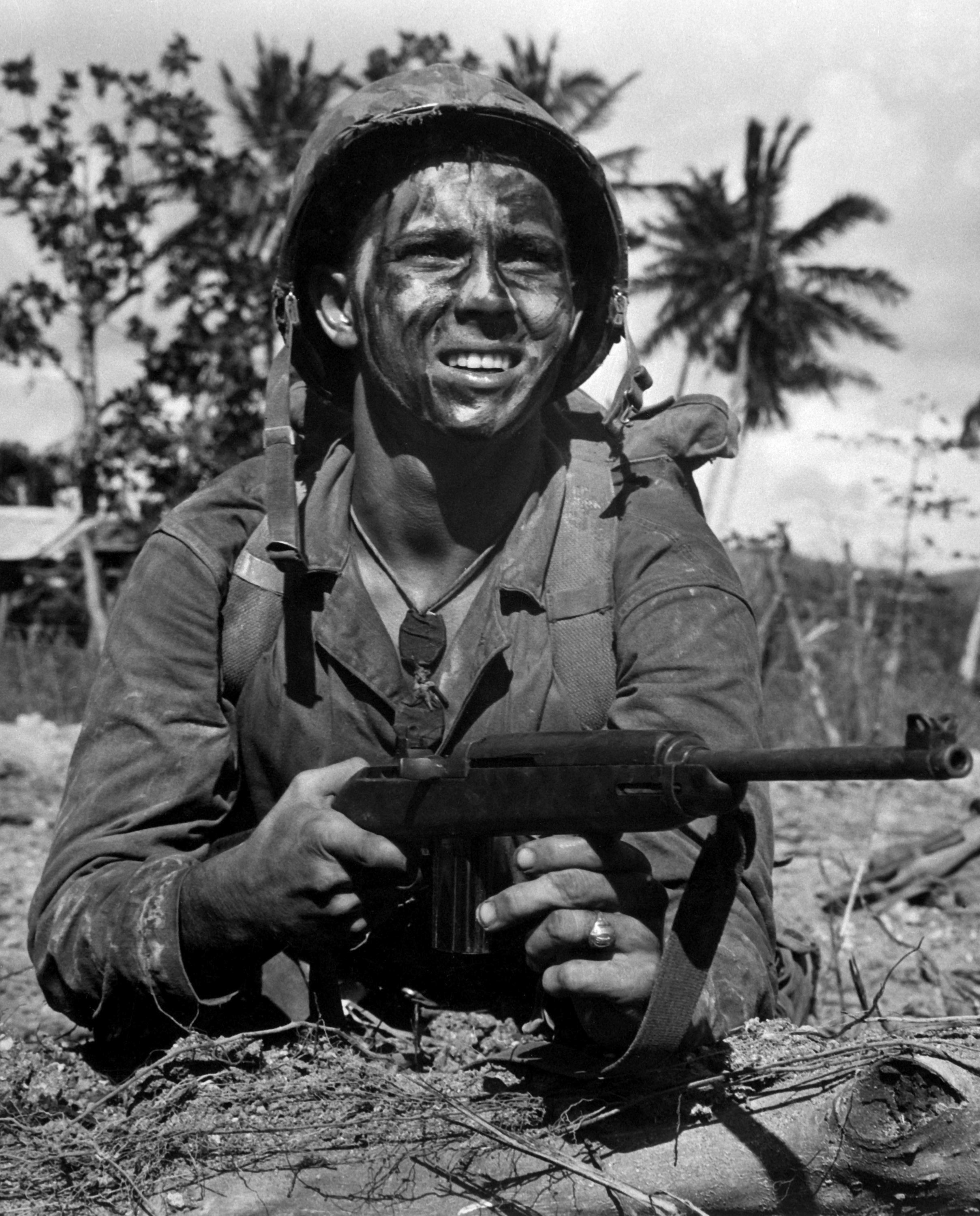
괌에서 M1 카빈을 든 해병대원

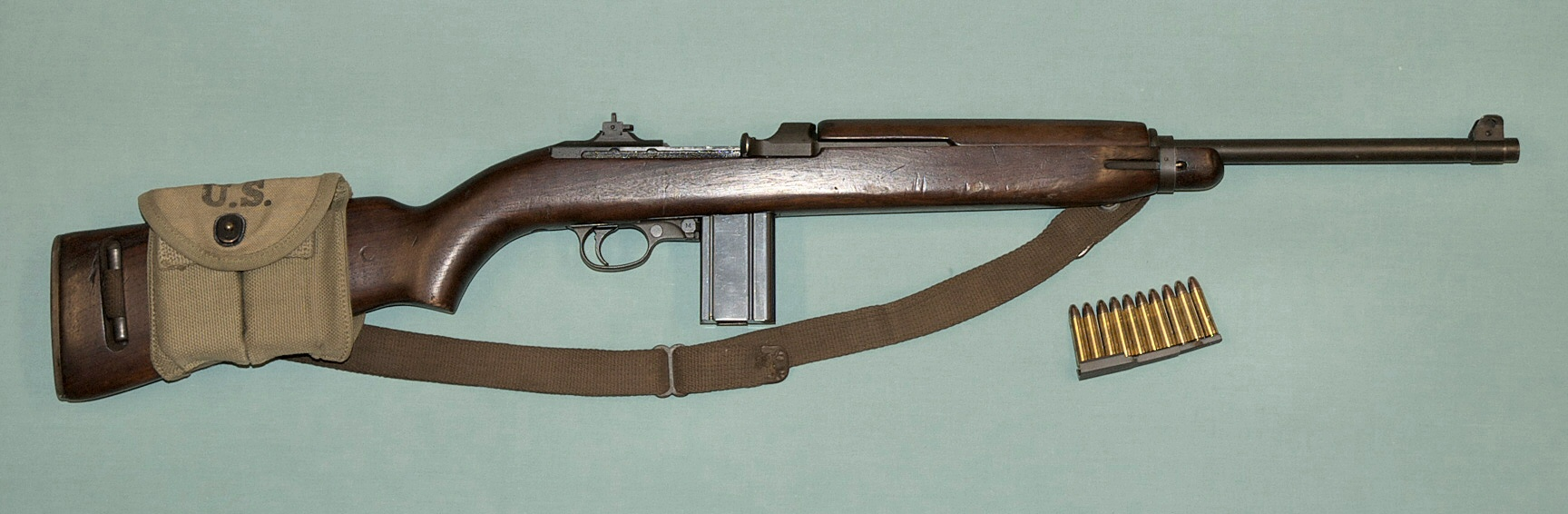
탄창 주머니가 개머리판에 장착되어 15발 탄창 2개와 스트리퍼 클립에 10발의 .30 카빈탄을 수납한 제2차 세계 대전 M1 카빈

처음에는 윈체스터가 탄약통 개발을 맡았지만 카빈 설계는 제출하지 않았다. 다른 회사들과 개별 설계자들은 여러 카빈 설계를 제출했지만, 대부분의 시제품은 신뢰성이 없거나 목표 무게인 5파운드에 크게 못 미쳤다. 육군 군수 담당 소령 르네 스튜들러는 윈체스터 M2 .30-06 소총(에드 브라우닝이 시작하고 마셜 "카빈" 윌리엄스를 포함한 윈체스터 엔지니어들이 완성한 설계)을 .30 카빈 탄약통에 맞게 축소할 수 있다고 윈체스터를 설득했다. 그 결과 M1 카빈이 탄생했다.
M1 카빈은 보병 장교, 기관총, 포병, 전차 승무원, 공수부대원 및 기타 통신선 인원에게 더 크고 무거운 M1 개런드 대신 지급되었다. 기병 정찰 부대는 주로 카빈으로 무장했다. 이 무기는 원래 15발 분리형 탄창과 함께 지급되었다. 카빈과 탄약통은 주력 보병 무기로 사용될 의도가 아니었고, 나중에 돌격소총을 위해 개발된 더 강력한 중간 탄약통과도 비교할 수 없었다. M2 카빈은 제2차 세계 대전 말에 도입되었으며, 선택 사격 스위치를 통해 비교적 높은 발사 속도(850–900 rpm)로 완전 자동 사격을 선택할 수 있었고 30발 탄창이 장착되었다.
M1과 M2 카빈은 6.25 전쟁 중에도 계속 사용되었다. 전후 미 육군 평가 보고서에 따르면 "50야드 이상 거리에서 카빈의 정확성에 대한 실질적인 데이터는 거의 없다. 기록에는 이 거리 또는 그 이상에서 카빈 조준 사격으로 적군 병사를 쓰러뜨린 몇 가지 사례가 포함되어 있지만, 그 수가 너무 적어 일반적인 결론을 도출할 수 없다. 카빈 사격이 살상 효과를 보인 경우, 약 95%의 경우 50야드 미만에서 목표물이 쓰러졌다." 또한 평가 보고서에 따르면 "지휘관들은 병사들이 카빈의 자동 기능을 익혀 첫 교전 시 탄약을 크게 낭비하지 않으려면 최소 2~3번의 교전이 필요하다고 언급했다. 경험을 통해 반자동으로 다루게 되겠지만, 이러한 인간적 조절을 위해서는 오랜 전투 경험이 필요했다."

## 개발
새 탄약통에 대한 미 육군 사양은 구경이 .27보다 커야 하고, 유효 사거리가 300야드 이상이어야 하며, 300야드에서 중간 탄도 고도가 18 인치 (460 mm) 이하여야 한다고 규정했다. 이러한 요구 사항을 바탕으로 윈체스터의 에드윈 퍼그슬리는 .30 구경, 100~120 그레인 탄환을 2,000 피트 매 초 (610 m/s)의 속도로 발사하는 탄약통을 설계하기로 결정했다. 첫 탄약통은 .32SL 탄피의 림을 깎아내고 미군 .45 ACP 탄환과 유사한 형상을 가진 .308 구경 탄환을 장전하여 만들었다. 제조된 첫 100,000개의 탄약통에는 ".30 SL"(셀프 로딩의 약자)이라는 머리 스탬프가 찍혀 있었다.

## 민간 사용
수집, 스포츠, 재현 용도로 M1 카빈의 인기가 높아지면서 .30 카빈 탄약통도 민간에서 계속 인기를 누리고 있다. 사냥용으로는 소형에서 중형 사냥감용 탄약통으로 간주된다.

## 권총

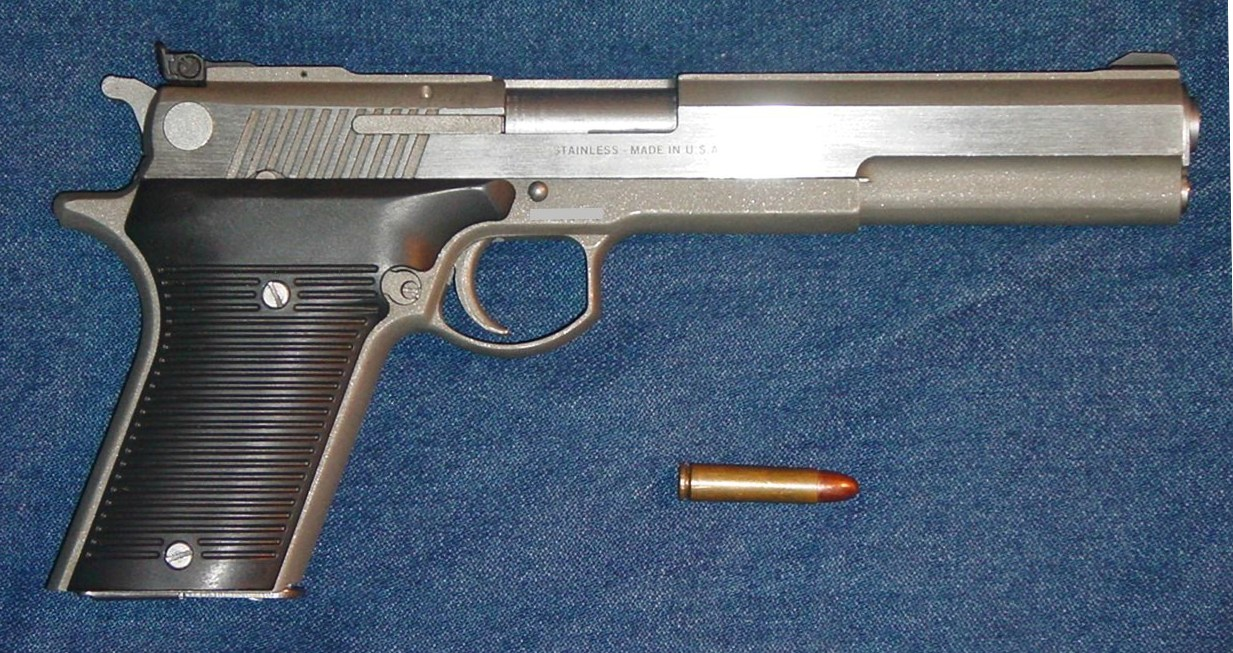
아이언데일 암스 사에서 제작한 오토매그 III .30 카빈 권총과 .30 카빈 탄약통

많은 권총이 .30 카빈 탄약을 사용하도록 설계되었다. 1944년, 스미스 & 웨슨은 .30 카빈을 발사하는 핸드-이젝터 리볼버를 개발했다. 이 리볼버는 아무런 문제 없이 1,232발을 발사했다. 4인치(102mm) 총열에서 표준 GI 볼 발사체를 1,277 ft/s (389 m/s)의 속도로 발사했으며, 25야드에서 평균 4.18 인치 (106 mm)의 그룹을 형성했다. 군부는 이 리볼버를 채택하지 않기로 결정했다. 권총에서 발사될 때 .30 카빈 탄약통의 가장 자주 언급되는 특징은 큰 폭발음이다.
1958년에 단명한 J. 킴벌 암스 사는 하이 스탠더드 필드 킹 .22 경기용 권총과 매우 흡사한, 약간 확대된 .30 카빈 구경 권총을 생산했다. .30 카빈 탄을 사용하는 루거 블랙호크 리볼버는 1960년대 후반부터 카탈로그에 실려 있다. 표준 정부 지급 탄은 1,500 ft/s (460 m/s)를 초과하는 속도를 내며, 공장 탄과 수제 탄은 비슷한 속도를 내거나 과도한 폭발음 없이 더 효율적인 짧은 총신 성능을 위해 튜닝된다.
플레인필드 머신 코퍼레이션은 1964년부터 1983년까지 ".30 구경 인포서"라는 이름의 권총을 제작했다. M1 카빈과 유사하지만 개머리판이 없어 권총으로 분류되었다. 1983년 이버 존슨에 매각된 후, 인포서는 1986년까지 생산되었다. 이 탄약통을 사용하는 다른 권총으로는 톰슨-센터 콘텐더가 있다.
플레인필드 머신은 1960년부터 1977년까지 M1 카빈을 생산했으며, 그 후 이버 존슨 코퍼레이션에 인수되어 1993년 50주년 모델까지 생산되었다. 타우루스 레이징 서티와 AMT 오토매그 III도 .30 카빈용으로 출시되었다.

## 비교
.30 카빈은 초기 반자동 스포츠 소총에 사용된 .32 윈체스터 셀프 로딩을 기반으로 개발되었다. 표준 .30 카빈 볼 탄환은 110 그레인 (7.1 g)의 무게를 가지며, 장전된 전체 탄환은 195 그레인 (12.6 g)이고 M1 카빈의 18인치 총열에서 발사될 때 1,990 ft/s (610 m/s)의 총구 속도와 967 ft·lbf (1,311 줄)의 에너지를 가진다.
이에 비해 M1 개런드 소총용 .30-06 M2 탄약은 152그레인(9.8g) 볼 탄환을 2,805 ft/s (855 m/s)의 총구 속도와 2,655 ft·lbf (3,600 줄)의 총구 에너지로 발사했다. 따라서 M1 카빈은 M1 개런드보다 훨씬 약하다. 또 다른 비교는 18인치 소총 총열에서 발사된 .357 매그넘 탄약통인데, 110 gr (7.1 g) 탄환의 경우 1,718–2,092 ft/s (524–638 m/s)의 총구 속도 범위와 720–1,215 ft·lbf (976–1,647 J)의 에너지, 그리고 125 gr (8.1 g) 탄환의 경우 더 높은 에너지를 가진다.

## 총기 종류

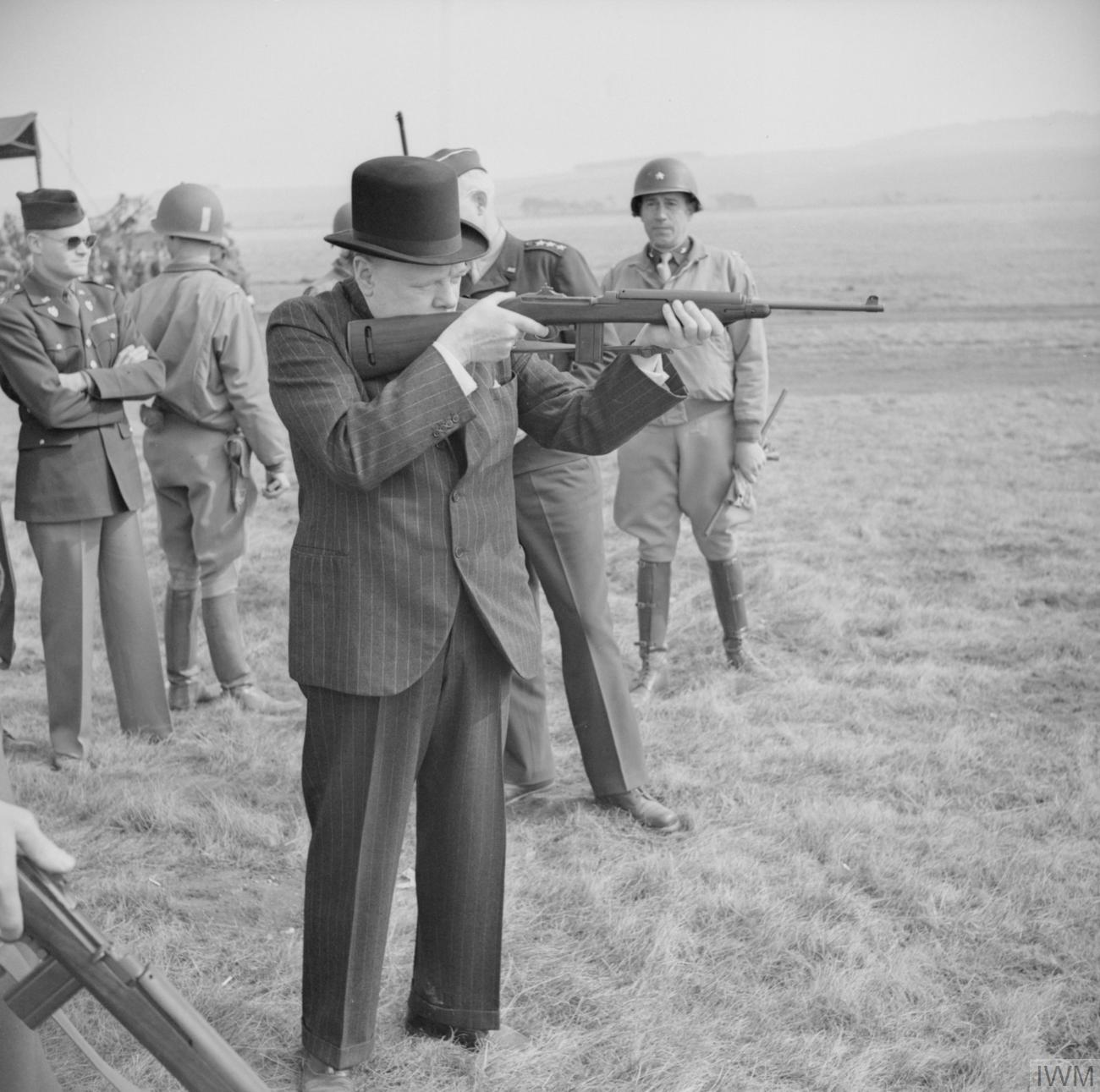
윈스턴 처칠이 1944년 3월 23일 솔즈베리 평원에서 미 2기갑사단을 방문하는 동안 M1 카빈을 발사한다

### 소총 / 카빈
- 알파인 U.S. 카빈
- 아르말론 AL30C
- 브라우닝 1941 카빈
- BSA 머신 카빈[12][13]
- CEAM 모델 1950
- 차피나 카빈
- 크리스토발 카빈
- 엑셀 암스 X30R
- FAMAE CT-30[14]
- 프란키 LF-58
- 개런드 카빈
- 헤지 SM-1
- 힐버그 카빈
- IMI 마갈
- M1 카빈
- M2 카빈
- M1944 하이드 카빈
- 말린 레버매틱 모델 62
- PAWS ZX[15]
- 서던 건 컴퍼니 라-30
- T29
- 타우루스 카라비나 CT-30[14]
- 톰슨 라이트 라이플
- 우드헐 라이트 라이플
- 유니버설 암스 .30 카빈
- 빅토르 사라스케타 1953 STABLE/ARMU[16]

### 권총
- AMT 오토매그 III
- 엑셀 암스 X-30
- 인랜드 매뉴팩처링 M30-P 권총
- 킴벌 (표준, 경기, 항공 승무원)
- 루거 블랙호크
- 타우루스 레이징 서티
- 유니버설 인포서

## 사용자
- 오스트리아 (1950년대–1970년대, 오스트리아 육군 및 경찰)
- 바이에른주 (1940년대–1950년대, 국경 수비대)
- 브라질 (현재, BOPE, Military Police of São Paulo State)
- 캄보디아 (1967년–1975년)
- 콜롬비아 6.25 전쟁 ~ 1950년대[17]
- 쿠바 쿠바 혁명 중 피델 카스트로의 7월 26일 운동에서 사용 (1953년–1959년)[18]
- 도미니카 공화국 (1950년–1990년)
- 에티오피아[19]
- 프랑스 제2차 세계 대전 무기대여법, 제1차 인도차이나 전쟁 및 (1954년–1962년, 알제리 전쟁). 모데르 50 푸어 카빈 탄약통으로 제조됨.
- 독일 (독일 국경 수비대, 일부 경찰 병력 및 독일 육군 공수부대 (1950년대-1960년대)). 7.62mm 쿠르츠(7.62K) 탄약통으로 제조됨.
- 그리스 (1980년대 중반까지 그리스 공군)
- 인도네시아: 1950년대-1960년대 인도네시아군에서 사용
- 이스라엘 (1945년–1957년, 이스라엘 방위군; 1970년대–현재, 이스라엘 경찰; 1974년–현재, 민방위대)
- 이탈리아 (카라비니에리, 1992년 기준)
- 일본 (경찰 예비대) (1950년–1989년)
- 라이베리아[20]
- 말레이시아
- 멕시코 (경찰서 및 보안군)
- 네덜란드 (1940년대–1970년대, 육군 및 경찰)
- 니카라과 (1960년대-현재, 경찰 및 국경 수비대)
- 노르웨이 (노르웨이 육군 1951년–1970년, 일부 노르웨이 경찰 부대는 1990년대까지)
- 필리핀 (제2차 세계 대전 후)
- 대한민국 (1950년대–현재, 예비군)
- 수리남 (?–현재, 육군)
- 베트남 공화국 (1950년대–1970년대)
- 시암 (1903년–1980년대)
- 중화민국 (1950년대–현재)
- 태국 현지에서는 ปสบ.87로 알려짐
- 영국 제2차 세계 대전 무기대여법
- 미국 (1940년대–1970년대, 군대) 및 일부 법 집행 기관 (1940년대–현재)
- 베트남 (노획된 물량)

## 탄약통 종류
군에서 카빈과 함께 사용되는 일반적인 종류는 다음과 같다:
- 카트리지, .30 구경, 카빈, 볼, M1 - 원래 45발들이 상자에 담겨 있었으며, 15발씩 세 부분으로 접히는 형태로 나뉘어 있었다. M1 카빈은 정확히 15발을 담을 수 있는 탄창을 가지고 있었으므로, 이는 낭비나 손실을 방지했다. 1942년에는 전달되는 탄약의 양을 극대화하기 위해 50발로 변경되었다.
- 카트리지, .30 구경, 카빈, 유탄, M6 [압착된 탄피] - 유탄 공탄은 M8 소총 유탄 발사기와 함께 사용되었다. 6발 개별 포장 상자 또는 50발들이 대형 상자에 담겨 있었다. 대형 상자는 일반 마분지로 만들어졌고, 테르네 플레이트로 안감 처리된 나무 포장 상자(이후 1944년부터 금속 "스팸통"으로 변경)에 대량으로 포장되었다. 개별 포장 상자는 원래 왁스 코팅으로 밀봉 및 방수 처리된 후 소총 유탄 상자에 포장되었다. 이는 취급 중 밀봉이 파손되어 내용물이 염분 공기와 습기에 노출될 수 있어 비효과적인 것으로 밝혀졌다. 이후 열 밀봉된 호일 안감 크래프트지 포장으로 대체되었다.
1944년부터 M13 금속 "스팸통"이 도입되었다. 이는 개별 6발들이 카빈 유탄 공탄 M6, 10발들이 .30-06 스프링필드 소총 유탄 공탄 M3, 5발들이 유탄 보조탄 M7으로 구성된 혼합품으로 포장되었다.
- 카트리지, 더미, .30 구경, 카빈, M13 - 이 탄약통은 탄피에 구멍 하나가 뚫려 있었고 뇌관이 없었다. 50발들이 상자에 담겨 있었다. 신병에게 M1 카빈 장전 및 비장전을 안전하게 가르치는 데 사용되었다.
- 카트리지, .30 구경, 카빈, 볼, 고압 테스트, M18 [주석 도금된 탄피] - 이 탄약통은 .30-06 볼 M2와 동일한 스피처형 탄환을 사용했다. 50발들이 상자에 담겨 있었다. 1942년에 처음 도입되었으며, 공장이나 육군 조병창에서 카빈과 그 부품을 시험하는 데 사용되었다. 표준 볼 탄약과의 혼동을 방지하기 위해 1943년에 주석 도금된 탄피가 채택되었다.
- 카트리지, .30 구경, 카빈, 예광탄, M27 [빨간색 탄두] - 50발들이 상자에 담겨 있었다.
- 7,62mm 쿠르츠 [독일어 > "짧은"] - .30 카빈 볼 M1 탄약의 NATO 명칭이다. 서독 경찰과 서베를린 점령지의 보조 병력에게 처음 지급되었으며, 독일어 명칭으로 설명된다. 프랑스는 알제리에서 이 명칭의 탄약을 사용했다.

## 동의어
- .30 M1 카빈
- 7.62×33mm
- .30 SL (셀프 로딩)

## 모체 탄약통으로서
.30 카빈 탄약통은 멜빈 M. 존슨의 "MMJ 5.7" 탄약통의 기반이 되었으며, 콜 존슨이 총열을 교체하거나 재정비하고 챔버를 개조한 카빈을 명명한 후 속어로 .22 스핏파이어 (5.7x33mm)라고 불렸다. .30 카빈의 탄피를 .224 구경 탄환으로 줄이고 .22 호넷의 탄도학을 기반으로 함으로써, 그는 M1 카빈의 유효 사거리를 개선하면서 반동과 "총구 상승"을 줄이려고 시도했다. 플레인필드 머신 컴퍼니(이후 이버 존슨 암스에 인수됨)는 이 탄약통을 사용하는 M1 카빈의 스포츠용 복제품을 판매했지만 약 500개만 제작되었다.

## 같이 보기
- 7 mm 구경
- 7.62 mm 구경
- 권총 탄약통 목록
- 소총 탄약통 목록
- 권총 및 소총 탄약통 표